# Larry Collins
Pour les articles homonymes, voir Lawrence Collins et Collins.
Larry Collins, né John Lawrence Collins Jr. le 14 septembre 1929 à Hartford dans le Connecticut et mort le 20 juin 2005  à Fréjus d'une hémorragie cérébrale, est un écrivain et journaliste américain.

## Biographie
Larry Collins a travaillé pour l'agence de presse américaine United Press International (UPI) à Paris en 1956, à Rome en 1957, puis au Caire et à Beyrouth en 1958, avant d'être chef du service Moyen-Orient en 1959 puis chef du bureau parisien de l'hebdomadaire américain Newsweek de 1961 à 1965.
En 1966, il épouse la princesse égyptienne Nadia Sultan. Ils ont eu 2 fils, Michaël et Lawrence.[réf. nécessaire], Son fils Lawrence est aussi un artiste.
Il travaille en France, au Commandement suprême des forces alliées en Europe (SHAPE), ou il rencontre Dominique Lapierre avec qui il se lie d'amitié. Ils décident d'écrire ensemble le livre Paris brûle-t-il ? en 1964. Plusieurs autres livres suivront, comme Ô Jérusalem et le dernier, New York brûle-t-il ?
En 1976, il décide de vivre en France, à Ramatuelle dans le Var, où Dominique Lapierre a également sa demeure.
Alors qu'il a cessé de travailler comme journaliste depuis longtemps, il considère ses livres comme des oeuvres journalistiques : « Je peux faire le reportage que je veux, c'est un luxe intéressant ! »

## Œuvres

### AvecDominique Lapierre
- Paris brûle-t-il ? (1966)
- Ou tu porteras mon deuil (1967)
- Ô Jérusalem (1971)
- Cette nuit la liberté (1975)  (ISBN 2266061399)
- Le Cinquième Cavalier (1980)
- New York brûle-t-il ? (2004)

### Seul
- Fortitude (1985)
- Dédale (1989)
- Les Aigles noirs (1993)
- Le Jour de gloire (1994)
- Demain est à nous (1998)